# نادي أوستن
نادي أوستن لكرة القدم (بالإنجليزية: Austin Football Club)‏ هو فريق كرة قدم أمريكي من مدينة أوستن، تكساس. سيلعب في الدوري الأمريكي لكرة القدم في 2021.